# Алманзор
Абу Амир Мухамед ибн Абдулах ибн Аби Амир ел Мафари (арап. أبو عامر محمد بن عبد الله بن أبي عامر المعافري) познат као Ел Мансур (арап. المنصور, „Победоносни”), најпознатији по шпанском имену Алманзор (Алхесирас, 938/940 — Мединасели, 9. август 1002), био је везир (хаџиб) Кордопског калифата и његов фактички владар до 978. године до смрти. Под његовом влашћу Кордопски калифат је достигао свој врхунац. Алманзор је водио изразито агресивну политику према хришћанским државама Пиринејског полуострва, лично предводећи походе. Ово је за последицу имало да је Калифат при крају његове владавине обухватао највећу територију.

## Успон до потпуне власти
Абу Амир Мухамед се родио око 940. године у арапској племићкој породици у Алхесирасу. Као младић је дошао у Кордобу да би изучавао законе и књижевност. Абд Алах, историчар из 11. века, о њему је записао:
Упркос његовим скромним могућностима, постигао је многе велике ствари, пре свега захваљујући лукавости, лицемерству и срећи која га је пратила.
Привукао је пажњу својим административним способностима, па је постао управник имања Хишама, сина кордопског калифа Ел Хакама II. Када Ел Хакам умро 976. године, управо је Абу Амир Мухамед имао кључну улогу у осигуравању наследства десетогодишњем принцу, спречивши евнухе да на престо поставе његовог брата. Ово му је осигурало пресудан утицај на његову мајку и регенткињу Субх. Уз низ претњи и убеђивања, успео је да потисне остале министре и да 978. године буде постављен за везира (хаџиба) дечаку владару. Била је то функција која је у Кордопском калифату обједињавала дужности првог министра и управника двора.
Поставши везир, наредио је да се изгради потпуно нова палата. Кад су је завршили 981. године, преселио се у њу заједно с целокупним племством Кордобе. Хишам II, тада већ петнаестогодишњак, остављен је изолован у својој палати, без контаката с министрима и дворанима. Абу Амир Мухамед је објавио да је дечак одлучио да се посвети добротворном раду, држећи га притом у изолацији. У исто време, везир је оптужио друге високе функционере за безбожност и неверност, све оне који су можда, баш као и он сам, стремили моћи. Неке је послао у изганство, а друге осудио на смрт. Абд Алах наводи:
Његово образложење било је да њихов останак у држави може довести до раздора и неслоге што би се завршило уништењем муслиманске заједнице.
У то време везирово име је заједно с калифовим било изговарано на молитвама петком што је све био доказ да се уздигао до врха хијерархије у палати.
Потези Абу Амир Мухамеда природно су изазвали велико неодобравање, које је прерасло у побуну. На чело побуне ставио се његов таст и истакнути генерал Галиб, подржан од стране хришћанских земаља на северу. Већ 981. везир је код Торависентеа, јужно од Сорије, нанео тежак пораз удруженој војсци побуњеника, Кастиље и Вигере. Галиб је у тој бици погинуо. Уследила је одмазда над хришћанским државама, којима је нанео још један пораз код Таракуење, близу Осме. Затим и удруженој војсци Леона, Кастиље и Памплоне у бици код Руеде. Пошто је победио главног супарника у борби за власт и сурово казнио његове помагаче, Абу Амир Мухамед је узео титулу Ел Мансур („Победоносни”), која ће у Европи попримити облик Алманзор.

## Походи против хришћана
Алманзор је реформисао војску. Ојачао је кордопске снаге заменивши арапску милицију берберским војницима доведеним из северне Африке. Такође, ангажовао је и Сакалибе, трупе у главном састављене од Словена, у мањој мери од Гала, Германа или Шпанаца. Многе од њих постављао је и на високе положаје. Пошто је реформисао војску, везир се посветио борби против хришћанских држава на северу Пиринејског полуострва. Ту се показао као изванредан тактичар и војсковођа.
Године 985. победио је грофа Барселоне код Ровиранса, у близини Тарасе, а потом је освојио и опљачкао саму Барселону. Нанео је низ понижавајућих пораза памплонском краљу Санчу Гарсесу II, приморавши га да са даровима дође у Кордобу да тражи примирје. Алманзор је прихватио примирје и Санчо му је дао за жену своју кћерку, која је потом примила ислам уз одобрење своје породице, узевши име Абда. Мешовити бракови хришћана и муслимана у ово време нису ни били ретка појава. Кордопски везир се потом усредсредио на Леон и Кастиљу и 987. године је освојио Коимбру и разорио град Леон.
Односи са Памплоном убрзо су поново били нарушени, па је Алманзор пустошио ову краљевину 989, 991. и 992. године. Санчо је 993. године био приморан да пошаље свог сина Гонзала у Кордобу, али Алманзор је опет следеће године напао Памплону. Нови памплонски краљ Гарсија Санчез II склопио је савез са Кастиљом против Алманзора, али је 996. године и он био приморан да тражи мир. Током 997. године Алманзор је био у рату против Леона. Његове трупе извршиле су безобзиран напад на Сантијаго де Компостелу, место покопа моштију Светог апостола Јакова. Већина овог важног места ходочашћа за хришћане из целог света била је уништена. Заплењена звона са тамошње катедрале истопљена су по везировом наређењу и од њих направљене светиљке за велику џамију од Кордоби. Дана 29. јула 1000. године, Алманзор је тешко поразио удружену војску Памплоне, Кастиље и Леона у бици код Сервере.
Наводи се да је кордопски везир победио у чак 57 окршаја против хришћана са севера. Абд Алах закључује:
Остварио је пресудне победе над непријатељем и током овог времена ислам је уживао славу којој Ал Андалуз никада раније није видео, док су за то време хришћани трпели највеће понижење.

## Смрт и наслеђе
Око 1000. године Кордопски калифат достигао је свој територијални врхунац обухватајући две трећине Пиринејског полуострва и Балеарска острва. У јулу 1002. године Алманзор се сукобио са удруженом војском Кастиље, Леона и Памплоне у бици код Калатањазора. Био је тешко поражен и рањен. Од те ране је и преминуо 9. августа у Мединаселију. Ту је био и сахрањен. Сходно својој муслиманској вери, имао више жена од којих су најзначајније памплонска принцеза Абда, Галибова кћерка Асма и Онека, кћерка кастиљског грофа Гарсије Фернандеза, коју је узео за жену 995. године. Иза себе је оставио најмање два сина Абд ел Малика ел Музафара и Абд ел Рахмана Санчуела („Мали Санчо”), Абдиног сина. Абд ел Малик га је наследио на месту везира.
Убрзано ширење Кордопског калифата довело је до тога да његови темељи то више нису могли да се издрже, па су после Алманзорове смрти почели да се урушавају. Држава је почела да се смањује непосредно после пораза код Калатањазора и Абд ел Малик је био приморан да се бори на свим странама како би одржао њену превласт. Затим су избили грађански ратови који су резултирали распадом Калифата на низ мањих држава — таифа. Алманзорови потомци, познати под именом Амириди, уз помоћ Сакалиба, успоставили су таифу у Валенсији.
Поред политичких и војних, Алманзор је оставио трага и у другим активностима. Под његовим покровитељством отпочето је највеће проширење велике џамије у Кордоби. Везир је исказивао велику верску нетрпељивост, па је његовом заслугом била спаљена огромна и веома вредна библиотека калифа Ел Хакама II, пошто књиге у њој нису биле у складу са муслиманском вером. Такође, током његове владавивине хришћани су трпели прогоне.
По њему се назив добила планина Пико Алманзор у средишњој Шпанији.

## Галерија
- Алманзор, статуа у археолошком парку у Алхесирасу.
- Алманзор, рад Франсиска Зурбарана из 17. века.
- Алманзоров умиваоник, археолошки музеј у Мадриду.